# Aleix Vidal
Aleix Vidal Parreu (Valls, Tarragona, España, 21 de agosto de 1989) es un futbolista español que juega como centrocampista.
Se formó deportivamente en el U. E. Valls, pasando luego por diversas escuelas de fútbol base. Debutó de manera profesional con el Panthrakikos F. C. en 2008. Al año siguiente, volvió a España y jugó con el filial del R. C. D. Mallorca. La temporada siguiente llegó a la U. D. Almería en donde terminó por explotar como futbolista, además consiguió ascender a Primera División.
Fue fichado por el Sevilla F. C. en 2014, en donde prontamente se hizo un puesto en el once titular; con los de Nervión consiguió conquistar la Liga Europa en 2015. En el verano de 2015 se incorporó al F. C. Barcelona, aunque debió esperar hasta enero de 2016 para poder debutar. En el mercado estival de 2018, abandonó la concentración del equipo antes de tiempo y regresó a España donde se oficializó su salida del club catalán para volver al Sevilla F. C., club que abandonó al finalizar la temporada 2020-21.

## Trayectoria

### Inicios
Nacido en Valls y criado en Puigpelat, comienza su etapa de fútbol base en el año 2000, empezando con Alevín A del U. E. Valls, esto lo llevó al año siguiente a La Masía del F. C. Barcelona, integrando el Infantil B dirigido por Xavi Llorens compartiendo además con jugadores como Jordi Alba, Rubén Miño, Víctor Rodríguez y Víctor Ruiz (todos se convertirían en futbolistas profesionales). Lamentablemente no logra progresar, por lo que pasa por el Veterans Cambrils y luego al Gimnástic de Tarragona en donde se repite la historia. Tras rápidas transiciones por diversos clubes, decide aventurarse a la capital fichando por el Real Madrid teniendo algo más de continuidad, empieza con el Cadete A logrando pasar la temporada siguiente al Juvenil C, pese a esto la alta exigencia puede con Aleix quien decide retirarse.
En 2006 se unió a las filas del primer equipo del Reus Deportiu, pero solo duró esa temporada; tras eso se incorporó al R. C. D. Espanyol el cual lo cedió esa misma temporada al C. F. Damm y la campaña siguiente al Panthrakikos F. C. griego, dando un gran paso en su carrera al debutar en la Superliga de Grecia llegando a jugar ocho encuentros. De vuelta en España, el 31 de agosto de 2009 fue traspasado al Gimnàstic de Tarragona de Segunda División, pero pasó el resto de la temporada con la escuadra filial el Pobla de Mafumet en Tercera División. Esto lo llevó a fichar durante el verano de 2010 por el R. C .D. Mallorca, en donde nuevamente fue asignado al filial del equipo balear que se encontraba en Segunda B.

### U. D. Almería
A mediados de junio de 2011, tras el descenso mallorquín, fichó por otro equipo de la categoría, la U. D. Almería "B" en donde finalmente se produjo un cambio en su ajetreada carrera, siendo promovido al primer equipo a finales de agosto recibiendo el dorsal 8. Fue aquí donde finalmente logró explotar sus capacidades. Durante la primera temporada, fue una de las piezas claves en el equipo almeriense, el cual rozó la zona de ascenso quedando a tan solo un punto de los play-off. Teniendo un gran inicio en la temporada 2012-2013, Aleix se convirtió en uno de los jugadores más importantes llegando a jugar 37 partidos (30 de titular). Su buen nivel coincidía con el del equipo dirigido por Javi Gracia, por lo que finalmente los rojiblancos volvieron a la máxima categoría del fútbol español tras dos años. Tras haber renovado su contrato hasta 2017, a Vidal le tocaba vivir su primera temporada en Primera División, volviendo a ser imprescindible para el entrenador, consiguiendo disputar los 38 encuentros y anotando seis goles.

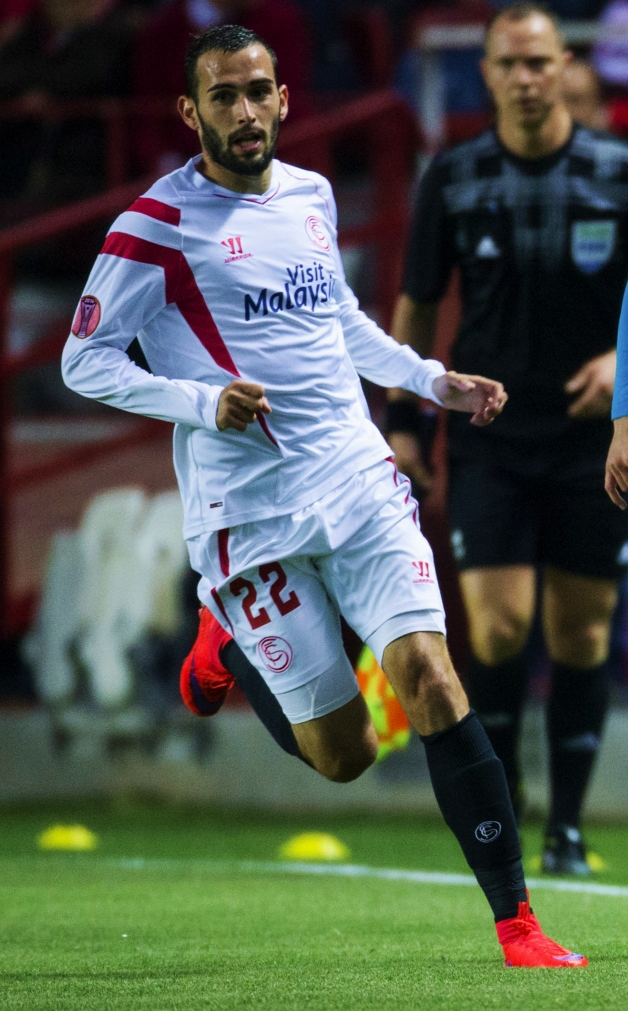
Aleix con el Sevilla en 2014.

### Sevilla F. C.
Prontamente fue acaparando la atención de diversos clubes, decantándose por el Sevilla Fútbol Club con quienes fichó por 4 temporadas y cuyo traspaso ascendió a unos 3 millones de euros. Debutó con los sevillanos el 12 de agosto en la final de la Supercopa de Europa ante el Real Madrid C. F. la cual perdieron por 2 a 0. A medida que avanzaba la temporada Aleix iba tomando más peso en las tácticas de Unai Emery, llegando a tomar la demarcación tanto de extremo como de lateral derecho según se requería. Durante la ida de la semifinal de la Liga Europea ante la Fiorentina consiguió marcar dos tantos junto con darle una asistencia a Kevin Gameiro en la victoria por 3 a 0, posteriormente se clasificarían a la final en Varsovia. Ya en aquella final, los del nervión se lograron imponer en un disputado encuentro al F. C. Dnipro por un marcador de 2 a 3 consiguiendo así su cuarto título. Su buena temporada le llevó a ser uno de los mejores jugadores del Sevilla, siendo incluido en el equipo ideal de la Liga Europea y en el once ideal de la misma competición.

### F. C. Barcelona
El 7 de junio de 2015 el Fútbol Club Barcelona hizo oficial el fichaje de Aleix, el jugador firmó un contrato que lo hace azulgrana hasta 2020 en un traspaso de 18 millones de euros más otros 4 millones en variables. Debido a la sanción que la FIFA impuso al Barça, le impidió a Vidal poder disputar un encuentro oficial con el equipo azulgrana hasta enero de 2016, aspecto que el propio jugador no le importó a la hora del traspaso.
Finalmente la sanción se levantó el 4 de enero de 2016, con lo cual Aleix logró debutar como culé dos días después frente al R. C. D. Espanyol en los octavos de final de la Copa del Rey; entraría como sustituto en el minuto 67 en reemplazo de Dani Alves, el partido concluiría con un 4-1 para los azulgranas. Su primera aparición en La Liga con los barcelonistas se produce el 9 de enero contra el Granada C. F., en donde ingresó en el once inicial aportando verticalidad en el equipo como lateral derecho. En el encuentro de vuelta de la Copa, Aleix participó como interior en la zaga culé, siendo además quien le diera la asistencia a Munir El Haddadi para que marque el 2-0 sellando el pase a cuartos de final.
El sábado 4 de febrero de 2017 "El Llanero Solitario" marcaría el tercer gol del conjunto culé en el partido frente al Athletic Club de Bilbao que finalizaría 3-0 a favor de los catalanes, el gol de Aleix fue el gol número 100 en la temporada 2016-17.
El 11 de febrero, y cuando ya parecía que empezaba a contar más para su entrenador, se lesionó gravemente, en el partido ante el Deportivo Alavés, perdiéndose lo que restaba de temporada al sufrir una luxación en el tobillo derecho que lo mantendría alejado de los terrenos de juego unos 5 meses.
El 27 de mayo volvió a los terrenos de juego, a los 83 minutos de juego reemplazando a Ivan Rakitić, en la final de la Copa del Rey ante el Deportivo Alavés, club al que se había enfrentado en el día de su lesión.
El 23 de diciembre de 2017 participó en "El Clásico" vs Real Madrid anotando el 0-3 en el minuto 90, marcando así su tercer gol para el F. C. Barcelona.

### Regreso al Sevilla F. C.
El 3 de agosto de 2018 el F. C. Barcelona cerró su traspaso al Sevilla F. C. por nueve millones de euros más dos en variables.

### Deportivo Alavés
El 28 de julio de 2019 el Deportivo Alavés hizo oficial su llegada tras llegar a un acuerdo con el Sevilla para su cesión. Al finalizar la temporada regresó al conjunto hispalense.

### Por tercera vez en el Sevilla F. C.
A pesar de que el Sevilla quiso desprenderse de él, se cerró el mercado de fichaje sin que el club lograse el objetivo por lo que se le dio de alta en la plantilla para jugar las competiciones españolas, pero no en la Liga de Campeones.
El 1 de julio de 2021 club y jugador rescindieron el contrato. Mes y medio después regresó al R. C. D. Espanyol firmando por dos años más uno opcional. Dejó la entidad tras la segunda temporada habiendo jugado un total de 62 partidos en los que anotó un par de goles.

## Selección nacional
En mayo de 2015 fue llamado por primera vez por el entrenar de España Vicente del Bosque para disputar un amistoso ante Costa Rica el 11 de junio y el 14 de junio frente a Bielorrusia en la clasificación para la Eurocopa 2016. Sería precisamente en el enfrentamiento contra la selección costarricense cuando debutó con la absoluta como titular; pese a ser sustituido en el entretiempo por algunas molestias físicas, tuvo un buen encuentro siendo vital en el segundo gol para la victoria definitiva por 2-1.

## Estadísticas
Actualizado al último partido disputado el 28 de mayo de 2023.
| R. C. D. Espanyol "B" · España | 3.ª           | 2008-09       | 2   | 0  | —  | — | —    | —    | 2   | 0  |
| R. C. D. Espanyol "B" · España | Total club    | Total club    | 2   | 0  | 0  | 0 | 0    | 0    | 2   | 0  |
| Panthrakikos · Grecia | 1.ª           | 2008-09       | 8   | 0  | —  | — | —    | —    | 8   | 0  |
| Panthrakikos · Grecia | Total club    | Total club    | 8   | 0  | 0  | 0 | 0    | 0    | 8   | 0  |
| C. F. Pobla Mafumet · España | 3.ª           | 2009-10       | 31  | 7  | —  | — | —    | —    | 31  | 7  |
| C. F. Pobla Mafumet · España | Total club    | Total club    | 31  | 7  | 0  | 0 | 0    | 0    | 31  | 7  |
| Nàstic de Tarragona · España | 2.ª           | 2009-10       | 1   | 0  | 0  | 0 | —    | —    | 1   | 0  |
| Nàstic de Tarragona · España | Total club    | Total club    | 1   | 0  | 0  | 0 | 0    | 0    | 1   | 0  |
| R. C. D. Mallorca "B" · España | 2.ª B         | 2010-11       | 35  | 6  | —  | — | —    | —    | 35  | 6  |
| R. C. D. Mallorca "B" · España | Total club    | Total club    | 35  | 6  | 0  | 0 | 0    | 0    | 35  | 6  |
| U. D. Almería "B" · España | 2.ª B         | 2011-12       | 1   | 2  | —  | — | —    | —    | 1   | 2  |
| U. D. Almería "B" · España | Total club    | Total club    | 1   | 2  | 0  | 0 | 0    | 0    | 1   | 2  |
| U. D. Almería · España | 2.ª           | 2011-12       | 41  | 5  | 2  | 0 | —    | —    | 43  | 5  |
| U. D. Almería · España | 2.ª           | 2012-13       | 41  | 6  | 4  | 1 | —    | —    | 45  | 7  |
| U. D. Almería · España | 1.ª           | 2013-14       | 38  | 6  | 4  | 1 | —    | —    | 42  | 7  |
| U. D. Almería · España | Total club    | Total club    | 120 | 17 | 10 | 2 | 0    | 0    | 130 | 19 |
| Sevilla F. C. · España | 1.ª           | 2014-15       | 31  | 4  | 4  | 0 | 12   | 2    | 47  | 6  |
| F. C. Barcelona · España | 1.ª           | 2015-16       | 9   | 0  | 5  | 0 | 0    | 0    | 14  | 0  |
| F. C. Barcelona · España | 1.ª           | 2016-17       | 6   | 2  | 5  | 0 | 1    | 0    | 12  | 2  |
| F. C. Barcelona · España | 1.ª           | 2017-18       | 15  | 1  | 6  | 1 | 4    | 0    | 25  | 2  |
| F. C. Barcelona · España | Total club    | Total club    | 30  | 3  | 16 | 1 | 5    | 0    | 51  | 4  |
| Sevilla F. C. · España | 1.ª           | 2018-19       | 11  | 0  | 3  | 0 | 7    | 0    | 21  | 0  |
| Deportivo Alavés · España | 1.ª           | 2019-20       | 29  | 2  | 0  | 0 | —    | —    | 29  | 2  |
| Deportivo Alavés · España | Total club    | Total club    | 29  | 2  | 0  | 0 | 0    | 0    | 29  | 2  |
| Sevilla F. C. · España | 1.ª           | 2020-21       | 12  | 0  | 7  | 0 | —(3) | —(3) | 19  | 0  |
| Sevilla F. C. · España | Total club    | Total club    | 54  | 4  | 14 | 0 | 19   | 2    | 85  | 6  |
| R. C. D. Espanyol · España | 1.ª           | 2021-22       | 31  | 2  | 3  | 0 | ―    | ―    | 34  | 2  |
| R. C. D. Espanyol · España | 1.ª           | 2022-23       | 25  | 0  | 3  | 0 | ―    | ―    | 28  | 0  |
| R. C. D. Espanyol · España | Total club    | Total club    | 56  | 2  | 6  | 0 | 0    | 0    | 62  | 2  |
| Total carrera | Total carrera | Total carrera | 367 | 43 | 45 | 3 | 24   | 2    | 436 | 48 |
| (1) Incluye datos de la Copa del Rey y la Supercopa de España. (2) Incluye datos de la Liga Europa de la UEFA, la Liga de Campeones de la UEFA y la Supercopa de Europa (2015). (3)No inscrito. |               |               |     |    |    |   |      |      |     |    |

## Palmarés

### Campeonatos nacionales
| Título                     | Club                  | País   | Año  |
| -------------------------- | --------------------- | ------ | ---- |
| Tercera División - Grupo V | R. C. D. Espanyol "B" | España | 2009 |
| Liga Española              | F. C. Barcelona       | España | 2016 |
| Copa del Rey               | F. C. Barcelona       | España | 2016 |
| Supercopa de España        | F. C. Barcelona       | España | 2016 |
| Copa del Rey               | F. C. Barcelona       | España | 2017 |
| Copa del Rey               | F. C. Barcelona       | España | 2018 |
| Liga Española              | F. C. Barcelona       | España | 2018 |

### Campeonatos internacionales
| Título                 | Club          | Sede     | Año  |
| ---------------------- | ------------- | -------- | ---- |
| Liga Europa de la UEFA | Sevilla F. C. | Varsovia | 2015 |